# Panasonic Lumix DMC-G7
| Općenito         | Općenito                          |
| ---------------- | --------------------------------- |
| Vrsta            | Bezrcalni fotoaparat              |
| Izbačen          | 18. svibnja 2015.                 |
| Cijena           | 5500 kn                           |
| Objektiv         |                                   |
| Objektiv         | Interchangeable (micro 4/3)       |
| Senzor/pohrana   |                                   |
| Tip sensora      | Live MOS                          |
| Veličina senzora | 13.0 x 17.3 mm (micro 4/3 format) |
| Rezolucija slike | 4592 x 3448 (16 megapiksela)      |
| Storage media    | SD/SDHC/SDXC kartica              |
| Kronologija      |                                   |
| Zamijenila       | Panasonic G6                      |
| Nasljednik       | Panasonic G9                      |

Panasonic Lumix DMC-G7 je 4K bezrcalni fotoaparat na tržište izbačen 18. svibnja 2015. od proizvođaća Panasonic.

## Specifikacije
Kamera ima 16 MP Live MOS senzor i Venus Engine 9 procesor. Sa svojim micro 4/3 senzorom i 49 zona za fokusiranje slika do 8 slika po sekundi u JPEG, MPO, RAW I RAW + JPEG formatima u JPEG rezoluciji od 4592 x 3448 u prostoru boja sRGB.
Snima 4K video AVCHD ili H.264 formata u 30/24 fps ili 1080p video u 60/30 fps.
Ima ugrađen WiFi ruter preko kojeg postoji mogućnost dijeljenja podataka.

### Senzor
- Rezolucija senzora 16 megapiksela
- Vrsta senzora Live MOS
- Veličina senzora Micro Four Thirds (13.0 x 17.3 mm)
- Smanjenje vidnog polja  *2

### Osjetljivost(eng. exposure), brzina okida(eng. shutter speed)i white balance
- Osjetljivost ISO 100,200,400,800,1600, 3200, 6400, 12800, 25600 i auto
- White balance automatic, custom, presets
- White Balance Presetovi 2500K - 10000K, cloudy, daylight, flash, incandescent, shade
- Maksimalna brzina okida 1/4000 sekunde
- Minimalna brzina okida 60 sekundi
- Domet osjetljivosti EV 0-18 (ISO 100)

### Autofokus
- Tip auto fokusa TTL contrast detection
- Zone autofokusa 49
- AE/AF kontrola Face-priority AF, Subject-tracking AF, Touch Area AF
- Značajke autofokusa Depth From Defocus (DFD) technology, Focus Peaking function

### Zaslon i tražilo (viewfinder)
- Tip zaslona LCD
- Rotirajući zaslon da
- Veličina zaslona 3" (7.62 cm)
- Zaslon na dodir da
- Značajke zaslona Touch AF, display brightness control, display color control, display contrast control, display saturation control

- Tip tražila Electronički, OLED
- Značajke automatski senzor oka

### Bljeskalica
- tip bljeskalice pop-up bljeskalica
- ISO vrijednost (m / ISO 100)  ISO ~ 6.6
- Značajke AF illuminator, flash +/- compensation, Red eye reduction

### Veličina i težina
- Dužina 4.9" (124 mm)
- Dubina 3" (77 mm)
- Visina 3.4" (86 mm)
- Težina 360 g

### Formati videa
H.264 - 3840 x 2160 p - 25 fps - 100Mbps
H.264 - 3840 x 2160 p - 24 fps - 100Mbps
H.264 - 1920 x 1080 p - 50 fps - 28Mbps
H.264 - 1920 x 1080 p - 25 fps - 20Mbps
H.264 - 1280 x 720 p - 25 fps - 10Mbps
H.264 - 640 x 480 p - 25 fps - 4Mbps

AVCHD - 1920 x 1080 - 50 fps - 28Mbps
AVCHD - 1920 x 1080 - 50 fps - 17Mbps
AVCHD - 1920 x 1080 - 25 fps - 24Mbps
AVCHD - 1920 x 1080 - 24 fps - 24Mbps

H.264 - 3840 x 2160 p - 30 fps - 100Mbps
H.264 - 1920 x 1080 p - 60 fps - 28Mbps
H.264 - 1920 x 1080 p - 30 fps - 20Mbps
H.264 - 1280 x 720 p - 30 fps - 10Mbps
H.264 - 1280 x 720 p - 30 fps - 4Mbps

AVCHD - 1920 x 1080 p - 60 fps - 28Mbps
AVCHD - 1920 x 1080 - 60 fps - 17Mbps
AVCHD - 1920 x 1080 - 60 fps
AVCHD - 1920 x 1080 - 30 fps - 24Mbps

### Ostalo
- Timer 10 sec, 2 sec
- Mjesto za dodatke hot shoe
- Baterija Lithium ion - 1200 mAh

- Ulazi HDMI, micro USB 2.0, composite video/audio

## Ostalo
U Njemačkoj, Austriji i Švicarskoj, fotoaparat se zove DMC-G70.

## Vanjski izvori
https://www.cnet.com/products/panasonic-lumix-g7/specs/